# World Cup i bandy 2013
World Cup i bandy 2013 avgörs i Sandviken i Sverige 10 till 13 oktober 2013. De åtta bästa lagen från Sverige, de sju bästa lagen från Ryssland, Ullevål från Norge samt Ljusdals BK från Sverige deltog. World Cup i bandy spelades i Göransson Arena för femte året i rad, undantaget tre matcher. Dessa spelades i Svenska Fönster Arena samt på Ljusdals IP.

## Deltagande lag
- Från  Norge: Ullevål IL
- Från  Ryssland: Bajkal Energija, Dynamo Kazan, Dynamo Moskva, HK Jenisej, HK Vodnik, SKA Neftjanik, HK Zorkij
- Från  Sverige: Bollnäs GoIF, Broberg/Söderhamn Bandy, Edsbyns IF, Hammarby IF, IFK Vänersborg, Ljusdals BK, Sandvikens AIK, Villa Lidköping BK, Västerås SK

## Gruppspel
De två bästa lagen i respektive grupp går vidare till slutspel.

### Grupp A
Not: S = Spelade matcher, V = Vinster, O = Oavgjorda matcher, F = Förluster, GM = Gjorda mål, IM = Insläppta mål, MSK = Målskillnad, P = Poäng

• 10/10 15:30 Västerås - Villa  0-3

• 10/10 17:00 Vodnik - Jenisej 1-3

• 11/10 17:30 Vodnik - Västerås 5-2

• 11/10 22:00 Jenisej - Villa 5-1

• 12/10 08:30 Villa - Vodnik 3-4

• 12/10 10:00 Västerås - Jenisej 0-1

### Grupp B
Not: S = Spelade matcher, V = Vinster, O = Oavgjorda matcher, F = Förluster, GM = Gjorda mål, IM = Insläppta mål, MSK = Målskillnad, P = Poäng

• 10/10 18:30 Bollnäs - Kazan 2-4

• 10/10 20:00 Ljusdal - Hammarby 0-4

• 11/10 19:00 Bollnäs - Ljusdal 5-2

• 11/10 19:00 Hammarby - Kazan 2-5

• 12/10 13:00 Hammarby - Bollnäs 3-4

• 12/10 14:30 Kazan - Ljusdal 6-1

### Grupp C
Not: S = Spelade matcher, V = Vinster, O = Oavgjorda matcher, F = Förluster, GM = Gjorda mål, IM = Insläppta mål, MSK = Målskillnad, P = Poäng

• 10/10 19:00 Edsbyn - Bajkal 2-2

• 10/10 21:45 Moskva - Vänersborg 3-1

• 11/10 13:00 Vänersborg - Edsbyn 6-2

• 11/10 14:30 Bajkal - Moskva 2-1

• 11/10 23:30 Moskva - Edsbyn 5-1

• 12/10 07:00 Vänersborg - Bajkal 3-4

### Grupp D
Not: S = Spelade matcher, V = Vinster, O = Oavgjorda matcher, F = Förluster, GM = Gjorda mål, IM = Insläppta mål, MSK = Målskillnad, P = Poäng

• 10/10 12:30 Zorkij - Neftyanik 3-5

• 10/10 14:00 Ullevål - Broberg 0-6

• 10/10 20:15 SAIK - Neftyanik 4-2

• 10/10 23:15 Zorkij - Ullevål 9-1

• 11/10 11:30 SAIK - Broberg 7-4

• 11/10 16:00 Ullevål - Neftyanik 2-6

• 11/10 20:30 SAIK - Zorkij 8-4

• 12/10 01:00 Broberg - Neftyanik 3-5

• 12/10 11:30 SAIK - Ullevål 9-1

• 12/10 16:00 Zorkij - Broberg 5-0

## Slutspel

### Kvartsfinaler
• 12/10 19:00  Jenisej  -  Bollnäs 5-1

• 12/10 20:30  Kazan -  Vodnik 2-1
		
• 12/10 22:00   SAIK  -  Moskva 1-9
		
• 12/10 23:30  Bajkal -  Neftjanik  3-1

### Semifinaler
• 13/10 10:00  Jenisej -  Kazan 4-5
	
• 13/10 11:30  Moskva -  Bajkal 6-0

### Final
• 13/10 16:00  Kazan -  Moskva 0-3